# Санта-Роса (Аргентина)
```

```

Са́нта-Ро́са (ісп. Santa Rosa) — аргентинське місто, столиця провінції Ла-Пампа, адміністративний центр її столичного департаменту.
Місто Санта-Роса розташоване на сході провінції Ла-Пампа. Санта-Роса є адміністративним, культурним, освітнім і важливим рекреаційним центром провінції Ла-Пампа. В місті функціонує університет зі статусом національного, політехнічна школа, театр, а також низка рекреаційно-розважальних закладів в місті та його околицях.

## Назва

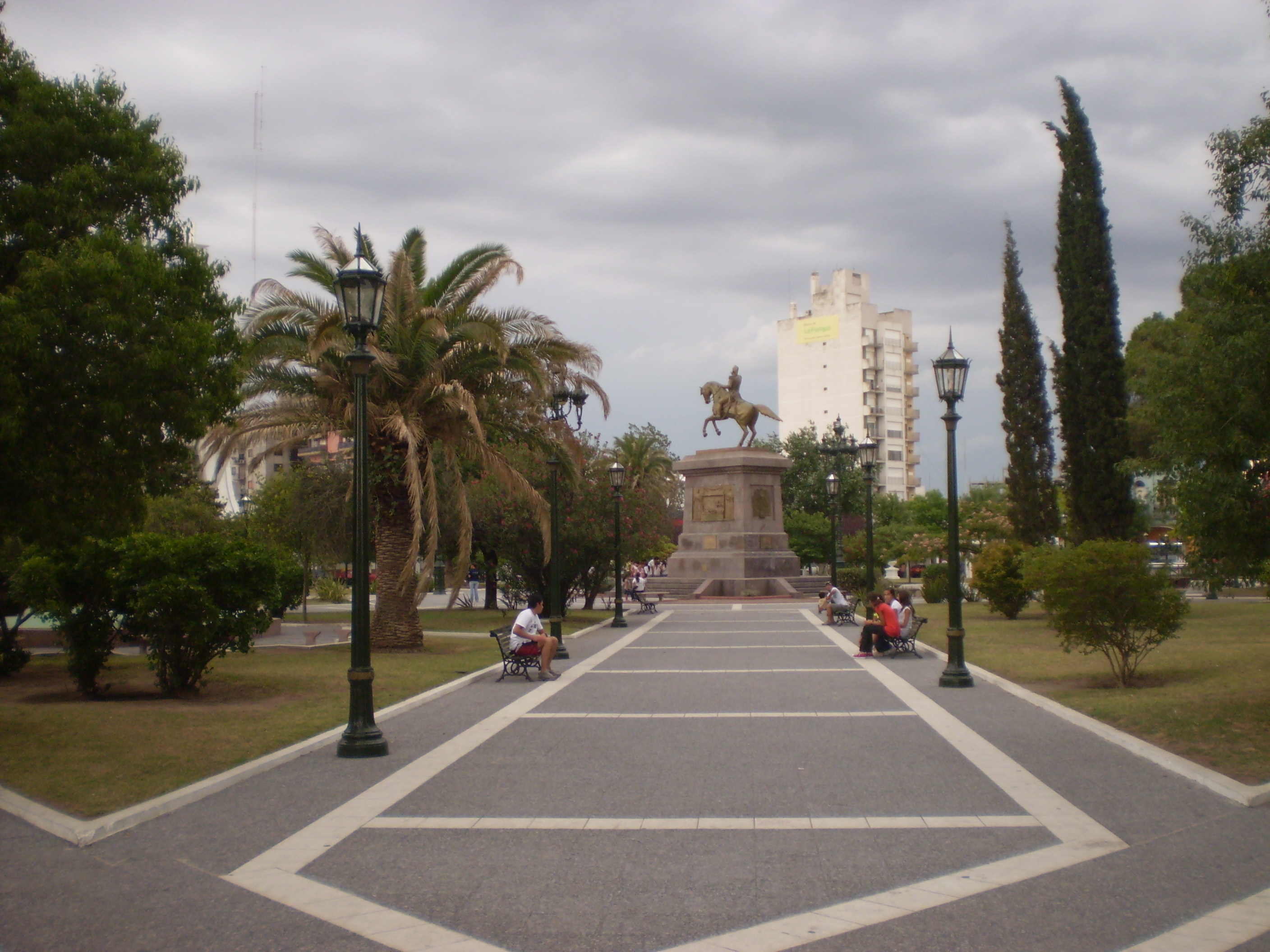
Головна площа Санта-Роси

Окрім назв Санта-Роса і Санта-Роса-де-ла-Пампа, вживаються також назви Санта-Роса-дель-Тоай (ісп. Santa Rosa del Toay) та Велика Санта-Роса (ісп. Gran Santa Rosa). Перша назва — Санта-Роса-дель-Тоай є застарілою і не вживається в офіційних документах з 1 травня 1916 року. Однак в побуті, літературі, та засобах масової інформації вона ще зустрічається. Велика Санта-Роса — це агломерація, що складається з міст Санта-Роса і Тоай (ісп. Toay). В давні часи селище Тоай конкурувало із Санта-Роса за право бути столицею території, а нині провінції, Ла-Пампа.

## Історія

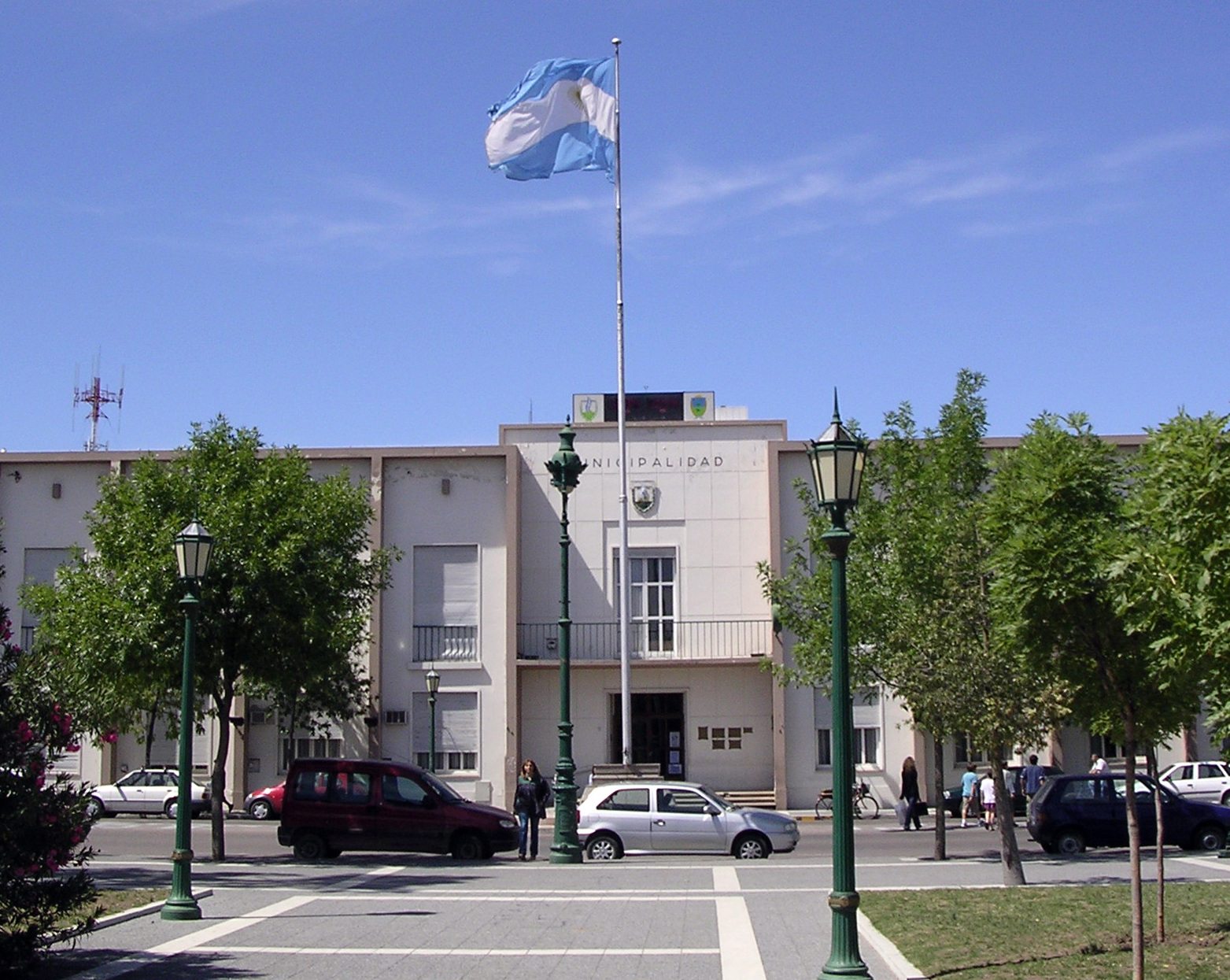
Муніципалітет

Датою заснування міста вважається 22 квітня 1892 року — день, коли Томас Мейсон-і-Тейлор (ісп. Thomas Mason y Taylor) виголосив промову на місці майбутньої міської площі і було закладено фундамент муніципалітету. Пізніше сюди прибули декілька сімей, які поселилися у Санта-Росі.
За 10 км від Санта-Роси 1894 року було засноване місто Тоай. Обидва поселення боролися за право стати столицею провінції Ла-Пампа, і 29 березня 1900 року перемогла Санта-Роса, оскільки там була якісніша питна вода.
1906 року до міста було проведено залізницю.
1914 року у Санта-Росі налічувалося 5487 мешканців.
1 вересня 1940 року у Санта-Росі відкрився аеропорт.
9 червня 1956 року місто захопили бунтівники, які вимагали відновлення на посаді президента Перона, який виїхав з країни під час перевороту 1955 року. Повстання було придушене 10 червня.
1973 року у місті було засновано Національний університет Ла-Пампи.

## Клімат
Клімат Санта-Роси помірний. Середня температура січня 24 °C, абсолютний максимум 42 °C. Середня температура липня 7 °C, але може опускатися до −12 °C.
| Клімат Санта-Роси (1961—1990) | Клімат Санта-Роси (1961—1990) | Клімат Санта-Роси (1961—1990) | Клімат Санта-Роси (1961—1990) | Клімат Санта-Роси (1961—1990) | Клімат Санта-Роси (1961—1990) | Клімат Санта-Роси (1961—1990) | Клімат Санта-Роси (1961—1990) | Клімат Санта-Роси (1961—1990) | Клімат Санта-Роси (1961—1990) | Клімат Санта-Роси (1961—1990) | Клімат Санта-Роси (1961—1990) | Клімат Санта-Роси (1961—1990) | Клімат Санта-Роси (1961—1990) |
| Показник | Січ.                          | Лют.                          | Бер.                          | Квіт.                         | Трав.                         | Черв.                         | Лип.                          | Серп.                         | Вер.                          | Жовт.                         | Лист.                         | Груд.                         | Рік                           |
| Абсолютний максимум, °C | 45,7                          | 42,5                          | 39,7                          | 36,5                          | 31,8                          | 27,1                          | 27,8                          | 34,4                          | 35,2                          | 38,0                          | 39,9                          | 42,8                          | 45,7                          |
| Середній максимум, °C | 31,4                          | 30,3                          | 26,6                          | 22,6                          | 18,5                          | 14,7                          | 14,7                          | 17,3                          | 20,0                          | 23,0                          | 26,6                          | 29,9                          | 23,0                          |
| Середня температура, °C | 23,7                          | 22,4                          | 19,1                          | 15,1                          | 11,2                          | 7,8                           | 7,6                           | 9,3                           | 12,2                          | 15,6                          | 19,3                          | 22,4                          | 15,5                          |
| Середній мінімум, °C | 15,5                          | 14,4                          | 12,3                          | 8,6                           | 5,3                           | 2,3                           | 1,9                           | 2,8                           | 5,0                           | 8,4                           | 11,6                          | 14,5                          | 8,6                           |
| Абсолютний мінімум, °C | 0,9                           | 2,3                           | −3,7                          | −7                            | −8,6                          | −12,7                         | −12,3                         | −10                           | −8,8                          | −4,3                          | −1,2                          | 2,0                           | −12,7                         |
| Середня кількість сонячних годин на місяць | 319,3                         | 257,6                         | 226,3                         | 195,0                         | 158,1                         | 132,0                         | 145,7                         | 179,8                         | 186,0                         | 226,3                         | 273,0                         | 303,8                         | 2602,9                        |
| Норма опадів, мм | 74.1                          | 74.8                          | 91.7                          | 52.7                          | 27.7                          | 16.3                          | 18.7                          | 23.3                          | 41.8                          | 70.2                          | 101.0                         | 93.5                          | 685.8                         |
| Днів з опадами | 8                             | 7                             | 8                             | 5                             | 5                             | 4                             | 4                             | 3                             | 5                             | 9                             | 8                             | 9                             | 75                            |
| Вологість повітря, % | 58                            | 62                            | 71                            | 74                            | 77                            | 79                            | 77                            | 69                            | 65                            | 66                            | 62                            | 58                            | 68                            |
| --- | ----------------------------- | ----------------------------- | ----------------------------- | ----------------------------- | ----------------------------- | ----------------------------- | ----------------------------- | ----------------------------- | ----------------------------- | ----------------------------- | ----------------------------- | ----------------------------- | ----------------------------- |
| Джерело: NOAA, Meteo Climat (record highs and lows), Oficina de Riesgo Agropecuario (August record high and low only), Servicio Meteorológico Nacional (precipitation days) |                               |                               |                               |                               |                               |                               |                               |                               |                               |                               |                               |                               |                               |

## Освіта і культура

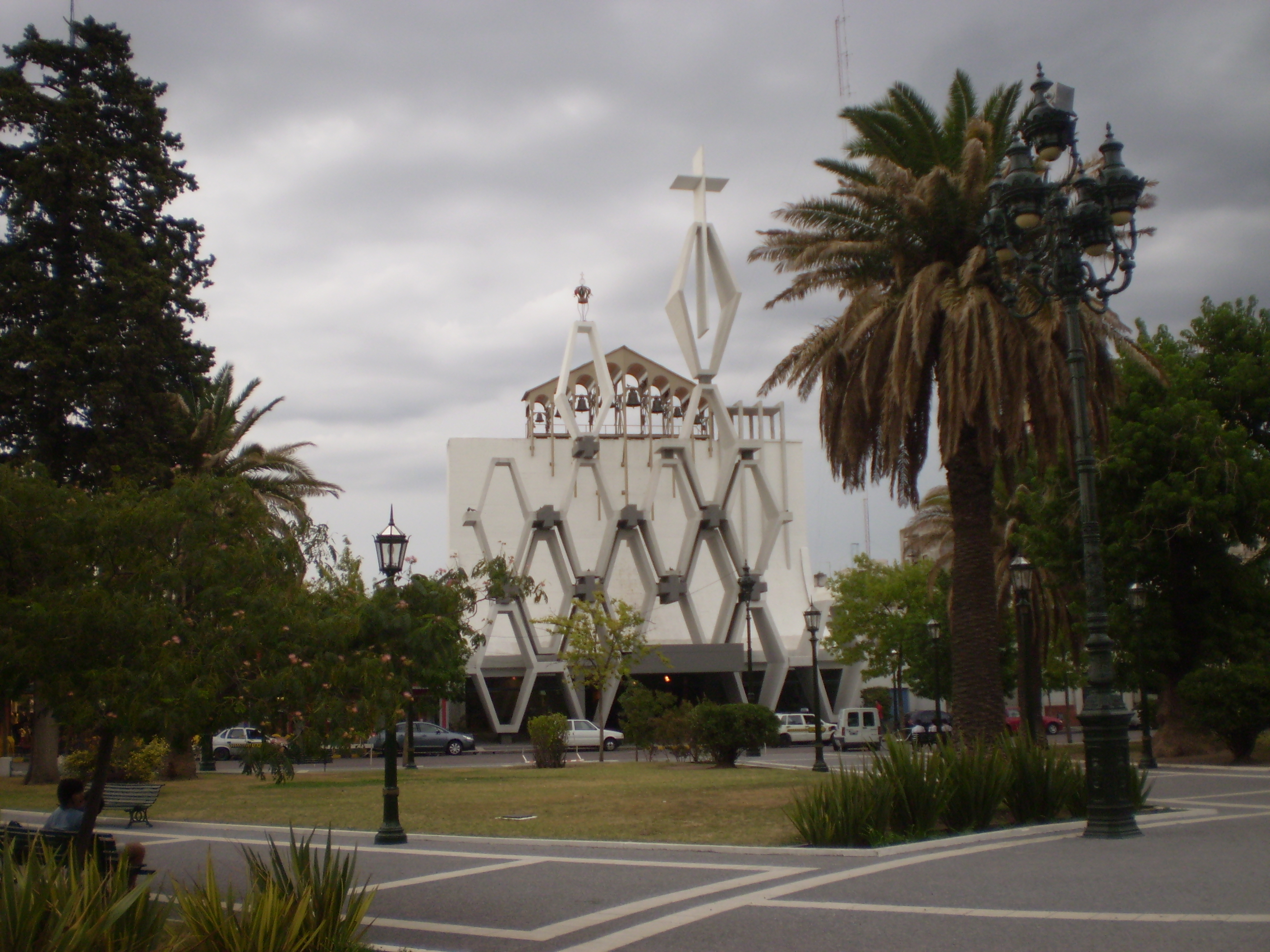
Головна церква Санта-Роси

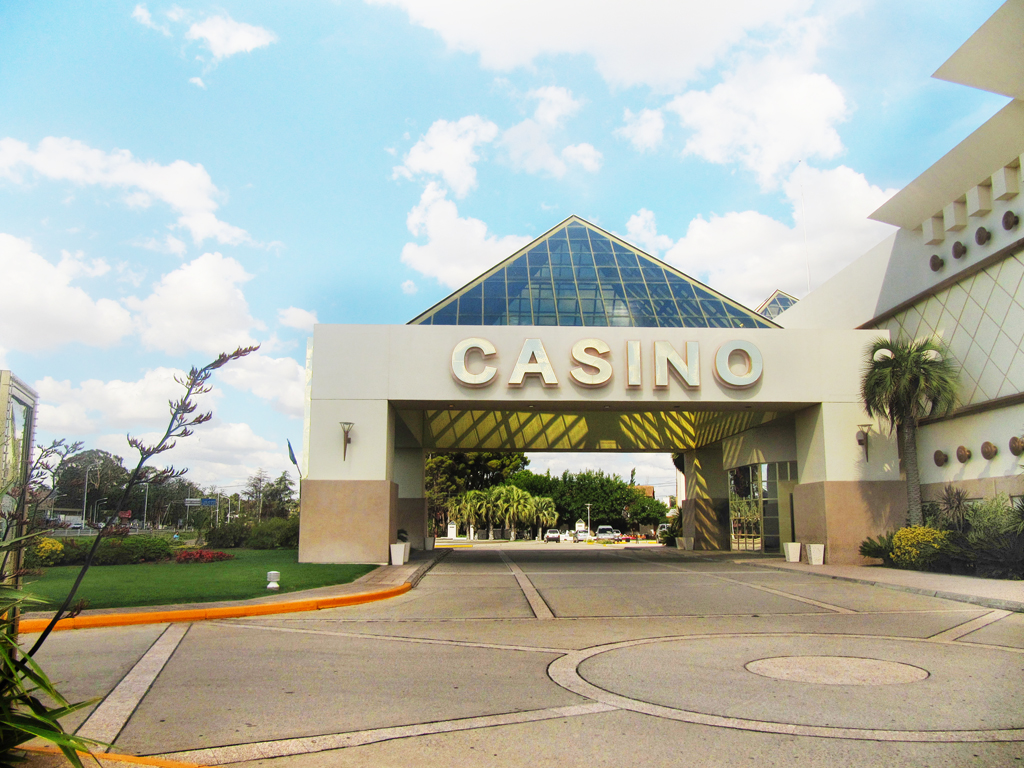
Клуб Казино

Санта-Роса — головний культурний центр провінції. У місті проводиться більшість культурних заходів і знаходиться більшість визначних місць провінції, зокрема:
- Іспанський театр (ісп. Teatro Español)
- Муніципальний центр культури (ісп. Centro Municipal de Cultura)
- Картинна галерея (ісп. Museo Verde)
- Французький альянс (ісп. Alianza Francesa de Santa Rosa)
- Провінційний музей природничих наук (ісп. Museo Provincial de Cs. Naturales)
- Театр Пампінської Асоціації працівників театру (ісп. Teatro Asociación Trabajadores del Teatro Pampeano)
- Парк Лагуна Дон Томас площею 500 га
- Клуб Казино
- Природоохоронний Парк Луро

У Санта-Росі знаходиться велика кількість освітніх закладів усіх рівнів. У місті зокрема знаходиться перша школа, заснована у провінції Ла-Пампа — школа № 1 ім. Домінго Фаустіно Сарм'єнто. Іншими відомими школами є Провінційна технічна школа № 1 (ісп. Escuela Provincial de Educación Técnica Nº1), Педагогічне училище ім. Хуліо Роки (ісп. Escuela Normal Superior Julio A. Roca), Національний коледж (ісп. Colegio Nacional).
У Санта-Росі знаходиться державний Національний університет Ла-Пампи, який готує фахівців з агрономії та біології. Університет було засновано 12 квітня 1973 року. У виші навчається понад 8 тисяч студентів.

## Спорт
Через Санта-Росу проходив маршрут марафонського ралі-рейду «Дакар—2009» (3-4 січня) і «Дакар—2010» (15-16 січня). Також у місті відбувався світовий чемпіонат з ралі.
Найбільші футбольні клуби міста:
- Санта-Роса (ісп. Club Atlético Santa Rosa) — заснований 2 червня 1923 року, має стадіон Матео Кальдерон[6]
- Ол Бойс (ісп. Club Atlético All Boys)
- Хенераль Белграно (ісп. Club General Belgrano)

Іншими відомими спортивними клубами є Естудьянтес (теніс, баскетбол, волейбол), Чаріто, Меданос Вердес, Вілья Парке, Сарм'єнто, Прадо Еспаньйол, футбольний клуб Мак Алістер, регбійний клуб Санта-Роса.

## Транспорт

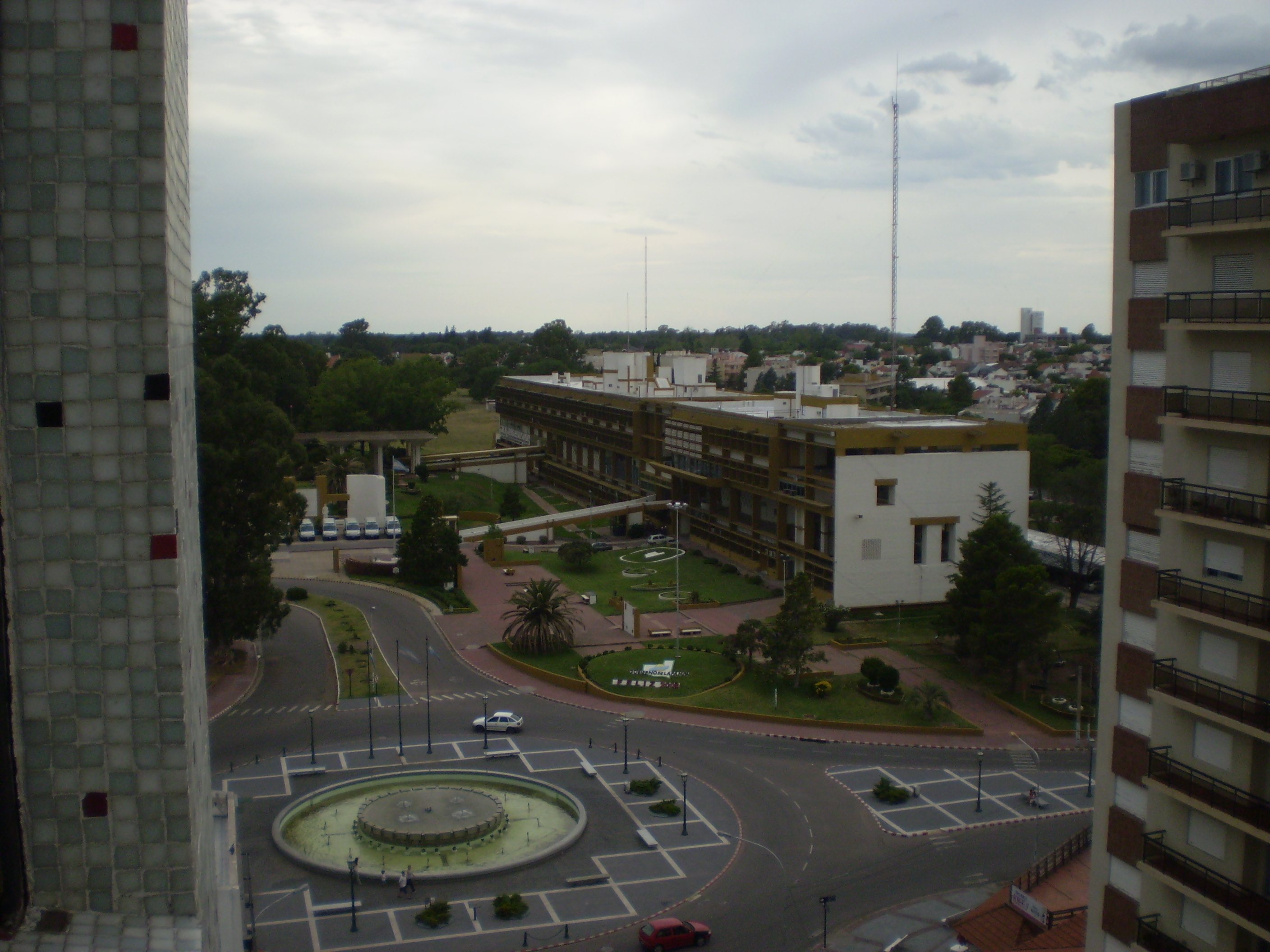
Вулиці міста

Місто Санта-Роса має такі шляхи сполучення:
- автошляхи:
  - національні автотраси № 5, 35
  - провінційні автотраси № 7, 14
- аеропорт, який знаходиться за 5 км від міста

## Уродженці
- Клаудіо Біяджо (* 1967) — аргентинський футболіст.